# Petra Hammesfahr
Petra Hammesfahr   (Titz, 10 de maig de 1951) és una novel·lista alemanya. Ha aconseguit diversos premis i reconeixements, incloent el premi de literatura Wiesbaden i el Rhineland.
La seua primera novel·la es publicà al 1991, seguida de més d'una dotzena de publicacions amb gran impacte al seu país. La seua novel·la The Sinner fou publicada en anglés per l'editorial Bitter Lemon al 2007 i novament als Estats Units per Penguin Books en la dècada de 2010. The Sinner fou adaptada en una sèrie de televisió del mateix nom l'any 2017, protagonitzada per Jessica Biel i Bill Pullmann, estrenada per la cadena Netflix amb un gran èxit d'audiència.
La segona novel·la, The Lie, la publicà l'editorial Bitter Lemon al 2010.
Petra Hammesfahr viu a Kerpen, una localitat propera a Colònia.